# СОС канал
СОС канал је била телевизијска станица са регионалном покривеношћу, која је основана 1995. године, а угашена 2018. године, до почетка рада телевизијске станице СОС канал Плус. 

## Почетак рада
У мају 1995. године, СОС канал је почео са радом, на фреквенцији данашње РТВ Студио Б, у тајм-шејрингу. Годину дана касније, 1996. године, пребацио се на фреквенцију новосадске телевизијске станице НС Плус, такође путем поделе фреквенције. Од 31. августа 1998. године па све до гашења, СОС канал је имао засебну фреквенцију. 
Током НАТО бомбардовања СРЈ 1999. године СОС канал је емитовао Први програм РТС-а све до напада на ПЦ "Ушће", када су просторије пребачене на другу локацију и поново га је емитовао до краја бомбардовања.
Телевизијска станица је угашена у фебруару 2018. године, када је почео са радом СОС канал Плус.